# Lista do Património Cultural Imaterial da Humanidade em Portugal

A Organização das Nações Unidas para a Educação, a Ciência e a Cultura (UNESCO) propôs um plano de proteção ao patrimônio cultural do mundo, através da Convenção sobre o Patrimônio Cultural Imaterial da Humanidade, cujo processo de implementação teve início em 1997 e foi oficializado em 2003. Esta é uma lista do Patrimônio Cultural Imaterial existente em Portugal, especificamente classificada pela UNESCO visando catalogar e proteger manifestações da cultura humana no país. Portugal ratificou a convenção em 21 de maio de 2008, tornando suas manifestações culturais elegíveis para inclusão na lista.
A manifestação cultural Fado, música popular urbana de Portugal foi a primeira manifestação de Portugal incluída na lista do Patrimônio Cultural Imaterial da UNESCO por ocasião da 6.ª Sessão do Comitê Intergovernamental para a Proteção do Patrimônio Cultural Imaterial da Humanidade, realizada em Bali (Indonésia) em 2011. Desde a mais recente adesão à lista, Portugal totaliza 9 elementos culturais classificados como Patrimônio Cultural Imaterial.

## Bens imateriais
Portugal conta atualmente com as seguintes manifestações declaradas como Patrimônio Cultural Imaterial pela UNESCO:
| | Fado, música popular urbana de Portugal |
| Bem imaterial inscrito em 2011. |                                         |
| O Fado é um género performático que integra música e poesia amplamente praticado por várias comunidades de Lisboa. Representa uma síntese multicultural portuguesa de danças cantadas afro-brasileiras, gêneros tradicionais locais de canto e dança, tradições musicais de áreas rurais do país trazidas por sucessivas ondas de imigração interna e os padrões cosmopolitas de canções urbanas do início do século XIX. As canções de fado são geralmente executadas por um cantor a solo, homem ou mulher, tradicionalmente acompanhado por uma guitarra acústica de cordas e a guitarra portuguesa – uma cítara em forma de pêra com doze cordas de arame, única em Portugal, que também tem um extenso repertório a solo. As últimas décadas viram este acompanhamento instrumental alargado a duas guitarras portuguesas, uma guitarra e um baixo. O fado é executado profissionalmente no circuito de concertos e em pequenas casas de fado, e por amadores em inúmeras associações de base localizadas nos bairros mais antigos de Lisboa. O ensino informal por expoentes mais velhos e respeitados ocorre em espaços tradicionais de performance e muitas vezes ao longo de sucessivas gerações dentro das mesmas famílias. A difusão do Fado através da emigração e do circuito da música mundial reforçou a sua imagem como símbolo da identidade portuguesa, conduzindo a um processo de intercâmbio intercultural envolvendo outras tradições musicais. (UNESCO/BPI) |                                         |

| | Dieta mediterrânica |
| Bem imaterial inscrito em 2013. |                     |
| Este bem é compartilhado com: Chipre, Croácia, Espanha, Grécia, Itália e Marrocos. |                     |
| A dieta mediterrânea envolve um conjunto de habilidades, saberes, rituais, símbolos e tradições relativas às colheitas, colheita, pesca, pecuária, conservação, processamento, culinária e, principalmente, à partilha e consumo de alimentos. Comer juntos é a base da identidade cultural e da continuidade das comunidades em toda a bacia do Mediterrâneo. É um momento de troca e comunicação social, de afirmação e renovação da identidade familiar, grupal ou comunitária. A dieta mediterrânea enfatiza valores de hospitalidade, vizinhança, diálogo intercultural e criatividade, e um modo de vida guiado pelo respeito à diversidade. Desempenha um papel vital em espaços culturais, festas e celebrações, reunindo pessoas de todas as idades, condições e classes sociais. Inclui o artesanato e a produção de recipientes tradicionais para o transporte, conservação e consumo de alimentos, incluindo pratos e copos de cerâmica. As mulheres desempenham um papel importante na transmissão do conhecimento da dieta mediterrânica: salvaguardam as suas técnicas, respeitam os ritmos sazonais e os eventos festivos e transmitem os valores do elemento às novas gerações. Os mercados também desempenham um papel fundamental como espaços de cultivo e transmissão da dieta mediterrânea durante a prática diária de troca, acordo e respeito mútuo. (UNESCO/BPI) |                     |

| | O cante alentejano, canto polifónico do Alentejo (sul de Portugal) |
| Bem imaterial inscrito em 2014. |                                                                    |
| O Cante Alentejano é um género de canto tradicional a duas vozes executado por grupos corais amadores no sul de Portugal, caracterizado por melodias, letras e estilos vocais distintos, e executado sem instrumentação. Os grupos consistem em até trinta cantores divididos em grupos. O ponto, na escala mais baixa, inicia o canto, seguido pelo contralto, na escala mais alta, que duplica a melodia uma terça ou uma décima acima, muitas vezes acrescentando ornamentos. Todo o grupo coral então assume, cantando as estrofes restantes em terças paralelas. O contralto é a voz orientadora ouvida acima do grupo ao longo da música. Um vasto repertório de poesia tradicional é definido para melodias existentes ou recém-criadas. As letras exploram tanto temas tradicionais, como vida rural, natureza, amor, maternidade e religião, quanto mudanças no contexto cultural e social. O cante é um aspecto fundamental da vida social em todas as comunidades alentejanas, permeando encontros sociais em espaços públicos e privados. A transmissão ocorre principalmente nos ensaios do grupo coral entre os membros mais velhos e os mais novos. Para seus praticantes e aficionados, o cante incorpora um forte senso de identidade e pertencimento. Também reforça o diálogo entre diferentes gerações, gêneros e indivíduos de diferentes origens, contribuindo assim para a coesão social. (UNESCO/BPI) |                                                                    |

| | Fabrico tradicional de chocalhos |
| Bem imaterial inscrito em 2015. |                                  |
| O chocalho português é um instrumento de percussão idiofone com um único badalo interno, geralmente pendurado em uma tira de couro ao redor do pescoço de um animal. É tradicionalmente utilizado pelos pastores para localizar e controlar o seu gado e cria uma paisagem sonora inconfundível nas zonas rurais. Os chocalhos são feitos à mão em ferro, que é martelado a frio e dobrado em uma bigorna até ficar em forma de taça. Pequenos pedaços de cobre ou estanho são colocados ao redor do ferro e envoltos em uma mistura de barro e palha. A peça é queimada e depois mergulhada em água fria para resfriamento rápido. Finalmente, o barro queimado é removido, o ferro coberto de cobre ou estanho é polido e o tom do sino é afinado. A experiência técnica envolvida é transmitida dentro da família de pais para filhos. Alcáçovas em Portugal é o principal centro de fabrico de chocalhos e os seus habitantes orgulham-se deste património. No entanto, essa prática está se tornando cada vez mais insustentável devido às recentes mudanças socioeconômicas. Novos métodos de pastoreio evitaram em grande parte a necessidade de pastores e os chocalhos são cada vez mais feitos usando técnicas industriais mais baratas. Atualmente, existem apenas 11 oficinas sobreviventes e 13 fabricantes de chocalhos, 9 dos quais com mais de 70 anos. (UNESCO/BPI) |                                  |

| | Louça preta de Bisalhães |
| Bem imaterial inscrito em 2016. |                          |
| Bisalhães em Portugal é conhecida como "a terra dos produtores de panelas e frigideiras" ou, mais especificamente, onde se faz olaria preta. Concebida para fins decorativos e culinários, a prática tradicional que marca o brasão da aldeia tem sido uma parte importante da identidade da comunidade, com métodos antigos ainda hoje utilizados para criar peças semelhantes às do passado. Várias etapas estão envolvidas na fabricação de cerâmica preta. Primeiro, o barro é esmagado com um martelo de madeira em um tanque de pedra antes de ser peneirado, adicionado água, depois amassado, formado, definido com várias ripas, alisado por seixos, decorado com uma vara e finalmente queimado em um forno. A divisão do trabalho evoluiu ao longo do tempo com o trabalho intensivo de preparação de barro agora atribuído aos homens, enquanto as mulheres ainda decoram principalmente os potes. Além disso, a argila usada no processo agora é proveniente de fábricas de telhas locais, em vez de ser extraída de poços. Transmitida quase que exclusivamente por laços de parentesco, o futuro da prática aparece em risco devido à diminuição do número de portadores, diminuindo o interesse das gerações mais jovens em continuar a tradição e a demanda popular por alternativas feitas industrialmente. (UNESCO/BPI) |                          |

| Ficheiro:Museu de História Natural e da Ciência da Universidade do Porto (40).jpgg | Artesanato de Figuras de Barro de Estremoz |
| Ficheiro:Museu de História Natural e da Ciência da Universidade do Porto (40).jpgg | Bem imaterial inscrito em 2017. |
| Ficheiro:Museu de História Natural e da Ciência da Universidade do Porto (40).jpgg | O Artesanato das Figuras de Barro de Estremoz envolve um processo de produção que dura vários dias: os elementos das figuras são montados antes de serem cozidos em forno elétrico e depois pintados pelo artesão e revestidos com verniz incolor. As figuras de barro estão vestidas com os trajes regionais alentejanos ou com a indumentária da iconografia religiosa cristã, e seguem temas específicos. A produção de figuras de barro em Estremoz remonta ao século XVII, e os traços estéticos muito característicos das figuras tornam-nas imediatamente identificáveis. O artesanato está fortemente ligado à região do Alentejo, uma vez que a grande maioria das figuras retrata elementos naturais, comércios e eventos locais, tradições e devoções populares. A viabilização e o reconhecimento do ofício são assegurados através de oficinas de educação não formal e de iniciativas pedagógicas dos artesãos, bem como do Centro de Valorização e Salvaguarda da Figura do Barro de Estremoz. As feiras são organizadas a nível local, nacional e internacional. Conhecimentos e habilidades são transmitidos tanto em oficinas familiares quanto em contextos profissionais, e os artesãos ensinam os fundamentos de seu ofício por meio de iniciativas de treinamento não formal. Os artesãos estão ativamente envolvidos em atividades de sensibilização organizadas em escolas, museus, feiras e outros eventos. (UNESCO/BPI) |

| | Caretos de Podence |
| Bem imaterial inscrito em 2019. |                    |
| Festa de inverno, o Carnaval de Podence é uma prática social que funcionou inicialmente como um rito de passagem para os homens. Agora estendido a mulheres e crianças, foi reajustado ao seu contexto contemporâneo. A festa está associada à celebração do fim do inverno e da chegada da primavera e decorre ao longo de três dias nas ruas da aldeia e nas casas dos vizinhos que se visitam. Durante a performance, os Caretos – modelados no tradicional personagem mascarado – dançam em torno de mulheres com seus chocalhos, movendo ritmicamente seus quadris. Possivelmente ligada simbolicamente a antigos ritos de fertilidade, essa ação é realizada por quem está por trás da máscara como forma de interagir com os outros anonimamente. Os Caretos usam máscaras de folha-de-flandres ou de couro, trajes cobertos com franjas de lã coloridas e pequenos sinos. Na noite de segunda-feira, há uma peça teatral, quando um grupo de homens anuncia uma lista fictícia de casais de noivos, satirizando-os e provocando risos coletivos. Na terça-feira de carnaval, algumas pessoas se disfarçam de 'matrafonas', um personagem mascarado dos carnavais rurais. Na tarde de terça-feira, realiza-se o ritual da queima de uma figura do Entrudo, e o grupo de Caretos percorre depois as casas de amigos e familiares. A participação no Carnaval começa ainda na infância, e as atividades da Associação Grupo de Caretos aumentaram consideravelmente as oportunidades de transmissão. (UNESCO/BPI) |                    |

| | Falcoaria, um património humano vivo |
| Bem imaterial inscrito em 2021. |                                      |
| Este bem é compartilhado com: Alemanha, Arábia Saudita, Áustria, Bélgica, Cazaquistão, Chéquia, Catar, Coreia do Sul, Emirados Árabes Unidos, Espanha, França, Hungria, Itália, Mongólia, Marrocos, Paquistão e Síria. |                                      |
| A falcoaria é a arte tradicional e prática de treinar e voar falcões (e eventualmente águias, gaviões, urubus e outras aves de rapina). É praticado há mais de 4.000 anos. A prática da falcoaria nos períodos iniciais e medievais da história está documentada em muitas partes do mundo. Originalmente um meio de obtenção de alimentos, a falcoaria adquiriu outros valores ao longo do tempo e foi integrada nas comunidades como prática social e recreativa e como forma de conexão com a natureza. Hoje, a falcoaria é praticada por pessoas de todas as idades em muitos países. Como um símbolo cultural importante em muitos desses países, é transmitido de geração em geração por vários meios, inclusive por meio de mentores, dentro de famílias ou em clubes de treinamento. A prática moderna da falcoaria se concentra na proteção de falcões, pedreiras e habitats, bem como na própria prática. E enquanto os falcoeiros vêm de diferentes origens, eles compartilham valores, tradições e práticas universais, incluindo os métodos de criação, treinamento e cuidado das aves, o equipamento usado e os laços entre o falcoeiro e a ave. A comunidade de falcoaria inclui entidades de apoio, como hospitais de falcões, centros de criação, agências de conservação e fabricantes de equipamentos tradicionais. (UNESCO/BPI) |                                      |

| | Festas do Povo em Campo Maior |
| Bem imaterial inscrito em 2021. |                               |
| As Festas do Povo de Campo Maior são um evento popular durante o qual as ruas de Campo Maior em Portugal são decoradas com milhões de flores de papel em várias formas, cores e padrões. A comunidade, que se organiza em comissões de rua, decide a data e desenvolve o conceito dos elementos decorativos e o tema das cores. Os membros então trabalham nas decorações durante um período de nove meses. Os preparativos geralmente ocorrem à noite, em residências ou em áreas de armazenamento. A prática fortalece a criatividade e o pertencimento comunitário, e há uma sensação de competição amigável entre as comissões de rua para ver qual rua terá o design mais original e colorido. As decorações são assim mantidas em segredo até às vésperas das festividades, altura em que a vila se transforma completamente da noite para o dia. O resultado é a criação de uma cidade colorida, festiva, de portas abertas e sem distinções sociais. No dia do festival, a comunidade lota as ruas. As Festas Comunitárias começaram como uma celebração religiosa chamada “Festas em Honra de São João Batista”. Embora não tenham esse título desde 1921, a presença do santo ainda perdura, com a sua imagem transportada pelas ruas em pequena procissão. A prática é transmitida dentro das famílias e nas escolas. (UNESCO/BPI) |                               |